# Lepeophtheirus platensis
Lepeophtheirus platensis is een eenoogkreeftjessoort uit de familie van de Caligidae. De wetenschappelijke naam van de soort is voor het eerst geldig gepubliceerd in 1949 door Thomsen.